# Mondmilch

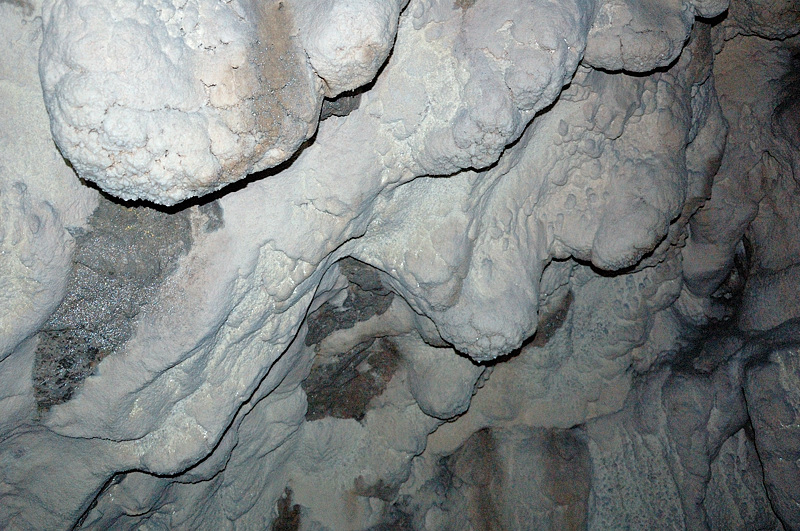
Mondmilch

Le terme mondmilch (ou "lait de lune") désigne un spéléothème à forte teneur en eau. Cependant la composition des mondmilchs est variée : calcite, aragonite, hydromagnésite, mais aussi des minéraux non carbonatés tels que des phosphates, des sulphates et des silicates. Selon les impuretés présentes dans les mondmilchs leur teinte varie du blanc au brun foncé.
De manière générale le "mondmilch" est plastique lorsqu'il est humide, pulvérulent lorsqu'il est sec.
En mars 2004 une équipe de spéléologues a annoncé la découverte d'une rivière de lait de lune longue de 150 m dans une grotte du mont Hernio ou mont Ernio, dans la communauté autonome du Pays basque, dans la province du Guipuscoa, Espagne. Sa localisation exacte est tenue secrète afin d'éviter le vandalisme. Cette rivière unique est composée de calcite, de quartz et de brushite, formant un fluide moyennement épais.
Le lait de lune était utilisé comme médicament, notamment par Gesner au milieu du XVIe siècle, jusqu'au XIXe siècle. Il guérissait la calcinose, et probablement le pyrosis en neutralisant les acides. Il n'avait pas d'effets négatifs sur la santé, sauf celle des grottes où les prélèvements étaient faits.

## Le mondmilch de calcite
Il s'agit du type de mondmilch le plus répandu. Il est constitué d'aiguilles de calcite et est le siège d'une activité microbiologique importante.
Il y a plusieurs hypothèses concernant sa formation. Certains scientifiques  pensent qu’il résulte d’une réaction chimique catalysée par des bactéries . Il s’agirait d’une dissolution de la roche-mère suivie d’une reprécipitation du calcium, contrôlée notamment par les changements saisonniers du climat de la caverne et leurs implications en matière de condensation de vapeur d’eau sur les parois.